# Liste der Kulturgüter in Aarburg
Die Liste der Kulturgüter in Aarburg enthält alle Objekte in der Gemeinde Aarburg im Kanton Aargau, die gemäss der Haager Konvention zum Schutz von Kulturgut bei bewaffneten Konflikten, dem Bundesgesetz vom 20. Juni 2014 über den Schutz der Kulturgüter bei bewaffneten Konflikten sowie der Verordnung vom 29. Oktober 2014 über den Schutz der Kulturgüter bei bewaffneten Konflikten unter Schutz stehen.
Objekte der Kategorien A und B sind vollständig in der Liste enthalten, Objekte der Kategorie C fehlen zurzeit (Stand: 1. Januar 2023).

## Kulturgüter
| Foto |                                                                                    | Objekt                                                  | Kat. | Typ | Standort                              | Beschreibung |
| ---- | ---------------------------------------------------------------------------------- | ------------------------------------------------------- | ---- | --- | ------------------------------------- | --- |
| ja   | Datei hochladen · Wikidata zu Festung Aarburg (Q673786)                            | Schloss und Festung KGS-Nr.: 00028                      | A    | G   | Schlossrain 1-1.16 634927 / 241267    | Mächtige Festungsanlage von 400 Metern Länge auf einem hoch aufragenden Felssporn. Hervorgegangen aus einer Höhenburg des 13. Jahrhunderts, von 1659 bis 1673 zur Festung ausgebaut. Heute als Erziehungsanstalt genutzt.                        |
| ja   | Datei hochladen · Wikidata zu Gasthof alte Post (ehemaliger Adelssitz) (Q19362282) | Gasthof alte Post (ehemaliger Adelssitz) KGS-Nr.: 00029 | A    | G   | Städtchen 5 634773 / 241192           | Dreiteiliger Gebäudekomplex bestehend aus 1846 erbautem Gasthofbetrieb, hochmittelalterlichem Mitteltrakt (Baubeginn 1312) und Anbau an der Aare. Markantes ehemaliges Zollhaus am Brückenkopf, prägend für das Erscheinungsbild des Ortes.      |
| BW   | Datei hochladen · Wikidata zu Galgen (Q19362281)                                   | Galgen KGS-Nr.: 00031                                   | A    | G   | 635570 / 243320                       | Überreste der von den Frohburgern geschaffenen Aarburger Richtstätte, 1798 zerstört und in den 1930er Jahren zum Teil rekonstruiert. |
| BW   | Datei hochladen · Wikidata zu Scheurmann-Haus (mit Heimatmuseum) (Q29575083)       | Scheurmann-Haus KGS-Nr.: 00032                          | B    | G   | Städtchen 35 634776 / 241296          | 1750 erbautes Altstadthaus im spätbarocken Stil. Bis 1798 als Pfarrhaus genutzt, heute Standort des Heimatmuseums. Dreiachsiger viergeschossiger Massivbau mit leicht trapezförmigem Grundriss. Fassade mit zahlreichen Gestaltungselementen.    |
| BW   | Datei hochladen · Wikidata zu Hofmattschulhaus (Q29575066)                         | Hofmattschulhaus KGS-Nr.: 09818                         | B    | G   | Landhausstrasse 12 634729 / 240922    | |
| BW   | Datei hochladen · Wikidata zu Rathaus mit Markthalle (Q29575073)                   | Rathaus mit Markthalle KGS-Nr.: 09819                   | B    | G   | Städtchen 37 634780 / 241307          | 1828 erbautes klassizistisches Rathaus mit vier Geschossen, ersetzte einen Vorgängerbau aus dem 15. Jahrhundert. Stattlicher verputzter Mauerbau mit sieben Achsen und Walmdach. Vorgelagert eine breite doppelläufige Treppe aus Quadersteinen. |
| ja   | Datei hochladen · Wikidata zu Reformierte Kirche (Q2136815)                        | Evangelisch-reformierte Pfarrkirche KGS-Nr.: 09820      | B    | G   | Bärengasse 1.2 634824 / 241208        | 1842 nach Plänen von Johann Jakob Heimlicher erbautes Kirchengebäude mit steil aufragender Doppelturmfassade, ersetzte niedergebrannten Vorgängerbau. Das erste grössere Gebäude der Schweiz im neugotischen Stil.                               |
| BW   | Datei hochladen · Wikidata zu Wohnhaus (Q29575094)                                 | Wohnhaus KGS-Nr.: 14975                                 | B    | G   | Bachweg 10 635607 / 240300            | 1959 nach Plänen von Atelier 5 im Stil der Nachkriegsmoderne erbautes Einfamilienhaus. |
| BW   | Datei hochladen · Wikidata zu Villa Weber (Q29575091)                              | Villa Weber KGS-Nr.: 14976                              | B    | G   | Weberstrasse 1 635280 / 241088        | |
| ja   | Datei hochladen · Wikidata zu Restaurant Bären (Q29575077)                         | Restaurant Bären KGS-Nr.: 14977                         | B    | G   | Städtchen 16 634824 / 241276          | 1840/41 erbautes Gasthaus, das einen niedergebrannten Vorgängerbau von 1625 ersetzte. Dreigeschossiger verputzter Massivbau über quergestelltem Rechteckgrundriss. Breit gelagerte, repräsentative Platzfassade mit neun Achsen.                 |
| BW   | Datei hochladen · Wikidata zu Obere Klus / Eingang Sälihöhle (Q105026185)          | Obere Klus / Eingang Sälihöhle KGS-Nr.: 14978           | B    | F   | 635700 / 243250                       | Jungsteinzeitliche Fundstelle |
| ja   | Datei hochladen · Wikidata zu Evangelisches - reformiertes Pfarrhaus (Q29575063)   | Evangelisches-reformiertes Pfarrhaus KGS-Nr.: 14979     | B    | G   | Kirchgasse 1 634807 / 241180          | 1726 erbautes barockes Wohnhaus; ursprünglich als Landschreiberei genutzt, bis 1982 als Pfarrhaus. Dreigeschossiges Gebäude mit Tordurchgang, hohen Rechteckfenstern und vorspringendem Walmdach.                                                |
| BW   | Datei hochladen · Wikidata zu Ehemaliges Bauernhaus (Q29575059)                    | Ehemaliges Bauernhaus KGS-Nr.: 14980                    | B    | G   | Hofmattstrasse 18 634815 / 240971     | |
| ja   | Datei hochladen · Wikidata zu Katholische Pfarrkirche Guthirt (Q29575070)          | Katholische Pfarrkirche KGS-Nr.: 14981                  | B    | G   | Bahnhofstrasse 51.2 635259 / 241280   | |
| BW   | Datei hochladen · Wikidata zu Doppelhaus (Q29575052)                               | Doppelhaus KGS-Nr.: 14982                               | B    | G   | Hofmattstrasse 22, 24 634792 / 240925 | Um 1790 erbautes klassizistisches Doppelwohnhaus, von 1827 bis 1904 als Töchterinstitut genutzt. Lang gestreckter zweigeschossiger Massivbau unter geknicktem, breit vorkragendem Walmdach.                                                      |
| BW   | Datei hochladen · Wikidata zu Brunnen (Q29575047)                                  | Brunnen KGS-Nr.: 14983                                  | B    | K   | Stadtplatz 634821 / 241302            | 1660 erbauter Brunnen im Spätrenaissance-Stil. Bestehend aus achteckigem Trog und dreiröhrigem Brunnenstock; Säulenschaft mit grotesken Affenmasken verziert.                                                                                    |
| BW   | Datei hochladen · Wikidata zu Alte Mühle (Q29575039)                               | Alte Mühle KGS-Nr.: 14984                               | B    | G   | Mühlegasse 2 634953 / 241158          | 1731 erbaute Mühle im barocken Stil, Betrieb 1908 eingestellt. Dreigeschossiger Mauerbau unter Satteldach; Südfassade mit grosser Ründe. |
| BW   | Datei hochladen · Wikidata zu Badeanstalt (Q29575044)                              | Badeanstalt KGS-Nr.: 14985                              | B    | G   | Badstrasse 1 634533 / 240800          | Erstes öffentliches Schwimmbad des Kantons Aargau, 1931 eröffnet. |
| BW   | Datei hochladen · Wikidata zu Stadtmauer Aarburg (Q29575087)                       | Stadtmauer KGS-Nr.: 15077                               | B    | G   | 634748 / 241308                       | Letztes erhalten gebliebene Teilstück der Aarburger Stadtmauer, aus der Mitte oder der zweiten Hälfte des 13. Jahrhunderts. |
| BW   | Datei hochladen · Wikidata zu Doppelwohnhaus (Villa Geiser) (Q29575056)            | Doppelwohnhaus (Villa Geiser) KGS-Nr.: 16068            | B    | G   | Bahnhofstrasse 51, 53 635308 / 241293 | |